# Sami (Grecia)
Sami (in greco Σάμη?) è un ex comune della Grecia nella periferia delle Isole Ionie (unità periferica di Cefalonia) con 2 895 abitanti secondo i dati del censimento 2001.
È stato soppresso a seguito della riforma amministrativa, detta Programma Callicrate, in vigore dal gennaio 2011 ed è ora compreso nel comune di Cefalonia.
Sede del municipio è l'omonimo villaggio affacciato su una profonda insenatura di fronte all'isola di Itaca. Sami è il porto principale dell'isola; è collegata a Patrasso da un servizio quotidiano di traghetti gestiti dalla società Strintzis. Nel periodo estivo vi fanno scalo navi provenienti da Brindisi ed altri porti italiani ma in modo saltuario e discontinuo.
Il villaggio è stato distrutto completamente dal terremoto del 1953; la ricostruzione non è stata spettacolare dal punto di vista architettonico, ma continua ancora fino all'entroterra grazie anche all'impulso del turismo.

## Luoghi di interesse
1. La grotta Melissani in località Karavomilos ospita un grande lago sotterraneo. Fu scoperta nel 1951.
2. La grotta Drongarati di stalattiti e stalagmiti si trova a breve distanza della precedente.
3. Antisami è una vasta e magnifica spiaggia fatta di ciottoli bianchi non attrezzata a quattro kilometri circa dal capoluogo comunale. Ha fatto da sfondo ad alcune scene del film Il mandolino del capitano Corelli; alcuni locali espongono ancora immagini scattate durante la lavorazione, quando l'intera popolazione del paese ha fatto da comparsa.